# Thám tử kỳ tài
Thám tử kỳ tài (Nhật: スパイラル〜推理の絆 Hepburn: Supairaru: Suiri no Kizuna) là một series manga Nhật Bản được viết  bởi Shirodaira Kyo và minh họa bởi Mizuno Eita. Bộ manga được xuất bản bởi Enix và sau đó là Square Enix trên tạp chí Monthly Shōnen Gangan từ năm 1999 đến năm 2005 có được gom lại tổng cộng 15 tập tankōbon. Câu truyện xoay quanh Ayumu Narumi Ayumu và những nỗ lực của cậu để giải quyết bí ẩn Đứa trẻ mặc áo carô, những thiên tài bị nguyền rủa và thiếu chiếc xương sườn thứ bảy. Một phần tiền truyện được thực hiện bởi Shirodaira và Mizuno có tên là Spiral: Alive, truyện được xuất bản trên Gangan Wing và Monthly Shōnen Gangan từ tháng 4 năm 2004 đến tháng 6 năm 2008 và được gom lại thành 5 tập tankōbon.
Thám tử kỳ tài được Nhà xuất bản Kim Đồng mua bản quyền và cấp phép phát hành tại Việt Nam với tập đầu tiên được phát hành vào ngày 23 tháng 2 năm 2004.
Một bộ anime truyền hình chuyển thể với tổng cộng 25 tập được phát sóng trên TV Tokyo từ ngày 1 tháng 10 năm 2002 đến ngày 25 tháng 3 năm 2003. Bộ truyện cũng được chuyển thể thành bốn tập light novel và CD drama.

## Nhân vật
Narumi Ayumu (鳴海歩)
Lồng tiếng bởi: Suzumura Kenichi
Yuizaki Hiyono (結崎ひよの)
Lồng tiếng bởi: Asano Masumi
Eyes Rutherford (アイズ·ラザフォード)
Lồng tiếng bởi: Ishida Akira
Kanone Hilbert (カノン·ヒルベルト)
Lồng tiếng bởi: Nojima Kenji
Mizushiro Hizumi (ミズシロ 火澄)

## Truyền thông

### Manga
Thám tử kỳ tài được đăng dài kỳ trên tạp chí Monthly Shōnen Gangan của Enix từ năm 1999 đến 2005 và được gom lại thành 15 tankōbon. Manga được cấp pháp tại Việt Nam vào năm 2004 bởi Nhà xuất bản Kim Đồng với tập đầu tiên được phát hành vào ngày 23 tháng 2 năm 2004.
Spiral: Alive, phần tiền truyện và spin-off của bộ truyện, cũng được viết bởi Shirodaira và minh họa bởi Mizuno, trên Gangan Wing số tháng 5 năm 2001. Vào năm 2006, bộ truyện chuyển sang Monthly Shōnen Gangan và kết thúc vào tháng 6 năm 2008. Phần tiền truyện này được gom lại thành 5 tập truyện.

#### Danh sách tập truyện

##### Thám tử kỳ tài
| - 1. Odoriba no Miezarute (Zenpen) (踊り場の見えざる手（前編） Odoriba no Miezarute (Zenpen)) - 2. Odoriba no Miezarute (Kōhen) (踊り場の見えざる手（後編） Odoriba no Miezarute (Kōhen)) - 3. Aporon no Ya (アポロンの矢 Aporon no Ya) - 4. Wōdo Shō no Misshitsu (Zenpen) (ウォード錠の密室（前編） Wōdo Shō no Misshitsu (Zenpen)) - 5. Wōdo Shō no Misshitsu (Chūhen) (ウォード錠の密室（中編） Wōdo Shō no Misshitsu (Chūhen)) |

| - 6. Wōdo Shō no Misshitsu (Kōhen) (ウォード錠の密室（後編） Wōdo Shō no Misshitsu (Kōhen)) - 7. Bakudan Taiheiki (爆弾太平記 Bakudan Taiheiki) - 8. Itamu Abarabone (痛む肋骨 Itamu Abarabone) - 9. Shinjiru Mono no Kōfuku (Zenpen) (信じる者の幸福（前編） Shinjiru Mono no Kōfuku (Zenpen)) - 10. Shinjiru Mono no Kōfuku (Kōhen) (信じる者の幸福（後編） Shinjiru Mono no Kōfuku (Kōhen)) |

| - 11. Shōnen no Chikara (少年の力 Shōnen no Chikara) - 12. Vāsesu Rio (VS理緒 Vāsesu Rio) - 13. Hōimō o Nukeyo (包囲網を抜けよ Hōimō o Nukeyo) - 14. Shinjinu Mono no Sentaku (信じぬ者の選択 Shinjinu Mono no Sentaku) |

| - 15. Shinjiru Mono no Sentaku (信じる者の選択 Shinjiru Mono no Sentaku) - 16. Haisha bakari no Hi (敗者ばかりの日 Haisha bakari no Hi) - 17. Go-ji no Inazuma (五時の稲妻 Go-ji no Inazuma) - 18. Tsumetai Hōteishiki (冷たい方程式 Tsumetai Hōteishiki) - 19. Kimi ni Dekiru Arayuru Koto (きみにできるあらゆること Kimi ni Dekiru Arayuru Koto) |

| - 20. Tattahitotsu no Saeta Yarikata (たったひとつの冴えたやり方 Tattahitotsu no Saeta Yarikata) - 21. Guddonaito Suītohātsu (グッドナイト スイートハーツ Guddonaito Suītohātsu) - 22. Kawaita Hitomi (乾いた瞳 Kawaita Hitomi) - 23. Yoru ga Mata Kuru (夜がまた来る Yoru ga Mata Kuru) - 24. Ugoku Hyōteki (動く標的 Ugoku Hyōteki) - 25. Raiku A Suwan (ライク・ア・スワン Raiku A Suwan) |

| - 26. Tōi Yoake (遠い夜明け Tōi Yoake) - 27. Kurayami e no Warutsu (暗闇へのワルツ Kurayami e no Warutsu) - 28. Shi wa Waga Odorite (死はわが踊り手 Shi wa Waga Odorite) - 29. Kuroi Tenshi (黒い天使 Kuroi Tenshi) - 30. Kyōfu no Meiro (恐怖の冥路 Kyōfu no Meiro) - 31. Azakeru Mono no Za (あざける者の座 Azakeru Mono no Za) |

| - 32. Kūkī no Kuzereru Oto (クッキーの崩れる音 Kūkī no Kuzereru Oto) - 33. Garasu Hako no Ari (ガラス箱のアリ Garasu Hako no Ari) - 34. Ten no Sadame o Dare ga Shiru (天のさだめを誰が知る Ten no Sadame o Dare ga Shiru) - 35. Ra Kanpanera (ラ・カンパネラ Ra Kanpanera) - 36. Yami yo Ochirunakare (闇よ落ちるなかれ Yami yo Ochirunakare) |

| - 37. Nezumi to Ryū no Gēmu (鼠と竜のゲーム Nezumi to Ryū no Gēmu) - 38. Kurayami no Sukyanā (暗闇のスキャナー Kurayami no Sukyanā) - 39. Furatoresu (Kyōdai) (フラトレス（兄弟） Furatoresu (Kyōdai)) - 40. Inochi no Sentaku o (命の選択を Inochi no Sentaku o) |

| - 41. Dōbuku no Gishiki (降伏の儀式 Dōbuku no Gishiki) - 42. Kami no Me no Chiisana Chiri (神の目の小さな塵 Kami no Me no Chiisana Chiri) - 43. Ai ni Jikan o (愛に時間を Ai ni Jikan o) - 44. Shuredingā no Neko wa Genki ka (シュレディンガーの猫は元気か Shuredingā no Neko wa Genki ka) - 45. Washi wa Maiorita (鷲は舞い降りた Washi wa Maiorita) - Câu truyện bổ sung. Meitantei Narumi Kiyotaka – Kohinata Kurumi no Chōsen (名探偵鳴海清隆・小日向くるみの挑戦 Meitantei Narumi Kiyotaka – Kohinata Kurumi no Chōsen) |

| - 46. Yōnenki no Owari (幼年期の終わり Yōnenki no Owari) - 47. Kimi no Tatakai no Uta (きみのたたかいのうた Kimi no Tatakai no Uta) - 48. Ima Hitotabi no Sei o (いまひとたびの生を Ima Hitotabi no Sei o) - 49. Kāten Fōru (カーテン・フォール Kāten Fōru) - 50. Sensō ga Owari, Sekai no Owari ga Hajimatta (戦争が終わり、世界の終わりがはじまった Sensō ga Owari, Sekai no Owari ga Hajimatta) |

| - 51. Ashita ni Todoku (明日にとどく Ashita ni Todoku) - 52. Zōbutsushu no Sentaku (造物主の選択 Zōbutsushu no Sentaku) - 53. Buraddo Myūjikku (ブラッド・ミュージック Buraddo Myūjikku) - 54. Ningen no Te ga Mada Furenai (人間の手がまだ触れない Ningen no Te ga Mada Furenai) - 55. Banmen no Teki (盤面の敵 Banmen no Teki) - 56. Saredo Shinjinu Mono toshite (されど信じぬ者として Saredo Shinjinu Mono toshite) |

| - 57. Mirai no Futatsu no Kao (未来の二つの顔 Mirai no Futatsu no Kao) - 58. Sono Kao wa Amata no Tobira, Sono Kuchi wa Amata no Tomoshi (その顔はあまたの扉、その口はあまたの灯 Sono Kao wa Amata no Tobira, Sono Kuchi wa Amata no Tomoshi) - 59. Futari ga Koko ni Iru Fushigi (二人がここにいる不思議 Futari ga Koko ni Iru Fushigi) - 60. Soshite Watashi no Osore wa Tsunoru (そして私のおそれはつのる Soshite Watashi no Osore wa Tsunoru) - 61. Hi no Shite o Aruite (日の下を歩いて』 Hi no Shite o Aruite) |

| - 62. Seinaru Shinyū (聖なる侵入 Seinaru Shinyū) - 63. Tsubasa no Zawameki (翼のざわめき Tsubasa no Zawameki) - 64. Taoyakana Kurueru Te ni (たおやかな狂える手に Taoyakana Kurueru Te ni) - 65. Zero Jikan e (ゼロ時間へ Zero Jikan e) - 66. Ushinawareta Sekai (失われた世界 Ushinawareta Sekai) |

| - 67. Futago no Paradokkusu (双子のパラドックス Futago no Paradokkusu) - 68. Shiawase no Riyū (しあわせの理由 Shiawase no Riyū) - 69. Futari no Sora (ふたりのそら Futari no Sora) - 70. Anata-tachi no Kurayami de (あなた達のくらやみで Anata-tachi no Kurayami de) - 71. Owakare no ni Utau Uta (Zenpen) (お別れの日にうたう歌（前編） Owakare no ni Utau Uta (Zenpen)) |

| - 72. Owakare no ni Utau Uta (Kōhen) (お別れの日にうたう歌（後編） Owakare no ni Utau Uta (Kōhen)) - 73. Baberu no Mukō (バベルの向こう Baberu no Mukō) - 74. Tada Hitotsu Tashikana Mono (ただひとつ確かなもの Tada Hitotsu Tashikana Mono) - 75. Kami no Utsukushiki Sekai (神の美しき世界 Kami no Utsukushiki Sekai) - 76. Yasashiku, Hane-kazari o (優しく、羽飾りを Yasashiku, Hane-kazari o) - Chương cuối. Supairaru: Narubeku Nara Yoki Hibi Ōku Arimasuyō (Spiral ～なるべくなら良き日々が多くありますよう～ Supairaru: Narubeku Nara Yoki Hibi Ōku Arimasuyō) |

##### Spiral: Alive
| # | Ngày phát hành      | ISBN              |
| - | ------------------- | ----------------- |
| 1 | 22 tháng 4 năm 2004 | 978-4-7575-0674-9 |
| 2 | 22 tháng 2 năm 2007 | 978-4-7575-1948-0 |
| 3 | 22 tháng 9 năm 2007 | 978-4-7575-2114-8 |
| 4 | 22 tháng 2 năm 2008 | 978-4-7575-2221-3 |
| 5 | 22 tháng 8 năm 2008 | 978-4-7575-2355-5 |

### Anime
Thám tử kỳ tài được chuyển thể thành 25 tập phim anime truyền hình bởi TV Tokyo và được sản xuất bởi J.C.Staff. Bộ anime chuyển thể sáu tập đầu của manga với một kết thúc khác. Phim được Kaneko Shingo đạo diễn, Mitake Akira sản xuất âm nhạc và Yumi Nakayama Yumi thiết kế nhân vật. Bộ anime được phát sóng từ ngày 1 tháng 10 năm 2002 đến ngày 25 tháng 3 năm 2003, đồng thời phát hành chín đĩa DVD từ ngày 18 tháng 12 năm 2002 đến ngày 27 tháng 8 năm 2003.
Chủ đề mở đầu là "Kibouhou" ("Cape of Hope") được thể hiện bởi Strawberry Jam và chủ đề kết thúc là "Kakuteru" ("Cocktail") được thể hiện bởi Hysteric Blue. Ngoài ra còn có bài hát "Twinkle My Heart" của Akira Mitake được thể hiện bởi nhân vật Yuizaki Hiyono. Âm nhạc piano được sử dụng trong bộ phim bao gồm Jeux d'eau của Maurice Ravel (tập 3), Liebestraume No. 3 của Franz Liszt (được chơi trong buổi hòa nhạc của Eyes Rutherford trong tập 13), Benediction de Dieu dans la solitude của Liszt (tập 21; trong manga, đây là bản nhạc quan trọng đối với Eyes và Kanone Hilbert) và Arabesque No. 1 của Claude Debussy (tập 25). Một album soundtrack được phát hành vào ngày 19 tháng 3 năm 2003.
| #  | Tiêu đề                                                       | Ngày phát sóng gốc   |
| -- | ------------------------------------------------------------- | -------------------- |
| 1  | "Unmei no Rasen" (運命の螺旋)                                 | 1 tháng 10 năm 2002  |
| 2  | "Shi no Seijukan" (死の聖樹館)                                | 8 tháng 10 năm 2002  |
| 3  | "Norowareta Kodomotachi" (呪われた子供たち)                   | 15 tháng 10 năm 2002 |
| 4  | "Shinjirumono no Kōfuku" (信じる者の幸福)                     | 22 tháng 10 năm 2002 |
| 5  | "Kiri no Shikei dai" (霧の死刑台)                             | 29 tháng 10 năm 2002 |
| 6  | "Houi Ami no Hokaku" (包囲網の死角)                           | 5 tháng 11 năm 2002  |
| 7  | "Shinjinumono no Sentaku" (信じぬ者の選択)                    | 12 tháng 11 năm 2002 |
| 8  | "Haisho Bakari no hi" (敗者ばかりの日)                        | 19 tháng 11 năm 2002 |
| 9  | "Kimi ni Dekiru Arayurukoto" (きみにできるあらゆること)       | 26 tháng 11 năm 2002 |
| 10 | "Tatta Hitotsu no Saeta Yari Kata" (たった一つの冴えたやり方) | 3 tháng 12 năm 2002  |
| 11 | "Guddonaito Suītohātsu" (グッドナイトスイートハーツ)          | 10 tháng 12 năm 2002 |
| 12 | "Kawaita Hitomi" (乾いた瞳)                                   | 17 tháng 12 năm 2002 |
| 13 | "Overture -Jokyoku-" (Overture 〜序曲〜)                      | 24 tháng 12 năm 2002 |
| 14 | "Amaki Kaori Kagerou ni Nite" (甘き香り陽炎に似て !)          | 7 tháng 1 năm 2003   |
| 15 | "Raiku a Suwan" (ライク·ア·スワン)                            | 14 tháng 1 năm 2003  |
| 16 | "Marekanezaru Hōmonsho" (まねかれざる訪問者)                  | 21 tháng 1 năm 2003  |
| 17 | "Kurayami no Sukyanaa" (暗闇のスキャナー)                     | 28 tháng 1 năm 2003  |
| 18 | "Nageki no Tenshi" (嘆きの天使)                               | 4 tháng 2 năm 2003   |
| 19 | "Kokoro no Kagami" (心の鏡)                                   | 11 tháng 2 năm 2003  |
| 20 | "Sasayaku Kage" (ささやく影)                                  | 18 tháng 2 năm 2003  |
| 21 | "Kokoro no Kudakeru Oto" (心の砕ける音)                       | 25 tháng 2 năm 2003  |
| 22 | "Kamen no Kokuhaku" (仮面の告白)                              | 4 tháng 3 năm 2003   |
| 23 | "Yamanai Ame" (止まない雨)                                    | 11 tháng 3 năm 2003  |
| 24 | "Takai Shiru no Otoko" (高い城の男)                           | 18 tháng 3 năm 2003  |
| 25 | "Ayame no Ite Toku Oto" (アヤメの凍て解く音)                  | 25 tháng 3 năm 2003  |

## Đón nhận
Manga và anime chuyển thể nhận được sự khen ngợi vì câu truyện hồi hộp và bí ẩn hay. Mặc dù vậy bộ manga bị vài người chỉ trích nhẹ vì nội dung khiêu dâm lộ liễu.